# Destape
 Pour plus de détails, voir le corps de l'article.
Le destape (litt. « Nu » en espagnol) est un sous-genre cinématographique qui est apparu progressivement en Espagne depuis la suppression officielle de la censure après la mort de Francisco Franco en novembre 1975. Il se caractérise par un grand nombre de films (rien qu'en 1976, près de cinquante pour cent des films produits appartenaient à ce genre) à fort contenu érotique, de faible qualité et à budget réduit.
Le terme a été inventé par le journaliste Àngel Casas (es). Une dénomination alternative (plus argotique) parfois usitée est despelote.
Certains sont devenus des succès commerciaux sans précédent à l'époque. Les protagonistes masculins sont souvent joués par le tandem formé par Andrés Pajares et Fernando Esteso (en), par Antonio Ozores et, dans une moindre mesure, par José Sacristán et José Luis López Vázquez.
Parmi les succès du genre, il y a El amor del capitán Brando (Jaime de Armiñán, sorti en novembre 1974), vu par un peu plus de deux millions de spectateurs attirés par les quelques images où Aurora (Ana Belén) montre ses seins devant un miroir ; La trastienda (es) (Jorge Grau, février 1976), avec María José Cantudo (Juana Ríos), considéré comme le premier film espagnol à présenter une nudité frontale intégrale ; Los energéticos (es) (1979) est connu pour sa séquence beaucoup plus explicite dans laquelle Cecilia (Sara Mora (es)) prend une douche avec un naturel qui désarme Agapito (Andrés Pajares) ; Les scènes érotiques de El caminante (Paul Naschy, 1979) sont aussi restées en mémoire, notamment car le cinéaste a bénéficié de la collaboration d'actrices déjà connues par ailleurs comme Blanca Estrada (es), Adriana Vega (es), Eva León (es) ou Tadia Urruzola ; on peut aussi citer les adaptations cinématographiques de classiques médiévaux comme le film en deux parties El libro de buen amor (1975), considéré par le critique de cinéma du journal Ya Pascual Cebollada comme « un ample étalage de nudité masculine et féminine, de face et de dos, et une tension constante ou une démonstration d'érotisme illustrée par des obscénités ».
Parmi les vedettes féminines, les « musas del destape », (litt. « muses du nu »), outre María José Cantudo et Blanca Estrada déjà mentionnées, on compte María Luisa San José, Susana Estrada, Victoria Vera, Nadiuska, Bárbara Rey, Silvia Tortosa, Eva Lyberten, Victoria Abril et les désormais disparues Sandra Mozarowsky, Amparo Muñoz et Ágata Lys.
En octobre 2008 est sorti le film Los années desnudos (litt. « Les années nues ») - avec Candela Peña, Mar Flores et Goya Toledo - qui se déroule dans les années 1970 et dans lequel Susana Estrada joue le rôle d'une journaliste féministe qui s'oppose ouvertement à ce type de film.